# Współczynniki Clebscha-Gordana
Współczynniki Clebscha-Gordana – współczynniki liczbowe pojawiające się w rozkładzie stanów kwantowych, będących stanami własnymi operatorów momentu pędu, spinu bądź izospinu. Wartości współczynników Clebscha-Gordana są stabelaryzowane. Współczynniki te zostały wprowadzone przez niemieckich matematyków Alfreda Clebscha i Pawła Gordana, w związku z rozwojem teorii niezmienników.

## Sprzężenie dwóch stanów kwantowych
Jeżeli dwa stany kwantowe {\displaystyle |j_{1},m_{1}\rangle } oraz {\displaystyle |j_{2},m_{2}\rangle } opisane liczbami kwantowymi momentu pędu orbitalnego/spinowego {\displaystyle j_{1}} oraz {\displaystyle j_{2}} oraz liczbami kwantowymi {\displaystyle m_{1}} oraz {\displaystyle m_{2},} opisującymi rzuty wektorów momentu pędu na wybraną oś {\displaystyle z} sprzęgają się ze sobą, to powstający stan jest superpozycją stanów {\displaystyle |j,m\rangle ,} tj.
{\displaystyle |j_{1},m_{1}\rangle |j_{2},m_{2}\rangle =\sum _{j}C_{m\,m_{1}\,m_{2}}^{\,j\,\,\,j_{1}\,\,\,j_{2}}\,|j,m\rangle }
przy czym:
- {\displaystyle m=m_{1}+m_{2}}
- {\displaystyle j\geqslant |m|,} {\displaystyle j\in \{|j_{1}-j_{2}|,\,\,|j_{1}-j_{2}|\!+\!1,\,\dots ,\,j_{1}\!+\!j_{2}\},}
- {\displaystyle C_{m\,m_{1}\,m_{2}}^{\,j\,\,\,j_{1}\,\,\,j_{2}}} – współczynniki Clebscha-Gordana.

## Rozkład danego stanu sprzężonego
Słuszna jest też relacja odwrotna, pozwalająca znaleźć rozkład danego stanu sprzężonego {\displaystyle |j,m\rangle } w bazie {\displaystyle |j_{1},m_{1}\rangle |j_{2},m_{2}\rangle } stanów niesprzężonych
{\displaystyle |j,m\rangle =\sum _{j_{1},j_{2}}\sum _{m_{1},m_{2}}C_{m\,m_{1}\,m_{2}}^{\,j\,\,\,j_{1}\,\,\,j_{2}}\,|j_{1},m_{1}\rangle |j_{2},m_{2}\rangle }
przy czym {\displaystyle m_{1},m_{2}} oraz {\displaystyle j_{1},j_{2}} takie że:
- {\displaystyle m_{1}+m_{2}=m,}
- {\displaystyle |j_{1}-j_{2}|=j\;{}} lub {\displaystyle {}\;|j_{1}-j_{2}|+1=j\;{}} lub {\displaystyle {}\;\dots ,j_{1}+j_{2}=j.}

## Stany kwantowe operatora izospinu
Współczynniki Clebscha-Gordana znajdują ważne zastosowanie w znajdowaniu stanów po sprzężeniu stanów izospinowych oddziałujących cząstek lub w rozkładzie stanu sprzężonego w bazie dwóch stanów niesprzężonych – pozwala to np. obliczać amplitudy rozpraszania oddziałujących cząstek lub względne prawdopodobieństwa rozpadu danej cząstki na inne cząstki elementarne. Z uwagi na to, że operatory izospinu {\displaystyle {\hat {I}}} i rzutu izospinu {\displaystyle {\hat {I}}_{3}} na wybraną oś mają identyczne własności algebraiczne jak operatory orbitalnego i spinowego momentu pędu, współczynniki Clebscha-Gordana są takie same, jak w przypadku stanów momentu pędu.

## Przykład: sprzężenie stanówj1=1/2,j2=1/2{\displaystyle j_{1}=1/2,j_{2}=1/2}
Omówimy tu sposób wykorzystania tabel ze współczynnikami C-G na podstawie przypadku sprzęgania stanów o liczbach kwantowych {\displaystyle j_{1}=1/2,j_{2}=1/2.}
(1) W kolejnych wierszach tabel podane są możliwe wartości {\displaystyle j,m,m_{1},m_{2}.}
(2) Współczynniki C-G dla danych wartości {\displaystyle j,m} i wartości {\displaystyle m_{1},m_{2}} są na skrzyżowaniu kolumny z wartościami {\displaystyle j,m} oraz wiersza w wartościami {\displaystyle m_{1},m_{2}} – podano je wytłuszczonym drukiem.Przy czym z podanych wartości liczbowych należy wyciągnąć pierwiastek kwadratowy, zostawiając ewentualny znak – przed pierwiastkiem.
|        | j          | 1 |
|        | m          | 1 |
| m1, m2 | +1/2, +1/2 | 1 |

|        | j         | 1   | 0    |
|        | m         | 0   | 0    |
| m1, m2 | 1/2, −1/2 | 1/2 | 1/2  |
| m1, m2 | −1/2, 1/2 | 1/2 | −1/2 |

|        | j          | 1  |
|        | m          | −1 |
| m1, m2 | −1/2, −1/2 | 1  |

Np. dla {\displaystyle m_{1}=+1/2,m_{2}=-1/2} mamy
- dla {\displaystyle j=1,m=0} współczynnik {\displaystyle C=1/{\sqrt {2}}}
- dla {\displaystyle j=0,m=0} współczynnik {\displaystyle C=1/{\sqrt {2}}}

Na podstawie tabel odczytujemy:
(a) stany {\displaystyle |1/2,+1/2\rangle ,|1/2,+1/2\rangle } sprzęgają się w stan {\displaystyle |1,+1\rangle ,} tj.
{\displaystyle |1/2,+1/2\rangle |1/2,+1/2\rangle =|1,+1\rangle }
(b) stany {\displaystyle |1/2,+1/2\rangle |1/2,-1/2\rangle } sprzęgają się w superpozycję stanów {\displaystyle |1,0\rangle ,|0,0\rangle ,} tj.
{\displaystyle |1/2,+1/2\rangle |1/2,-1/2\rangle ={\frac {1}{\sqrt {2}}}\,|1,0\rangle +{\frac {1}{\sqrt {2}}}\,|0,0\rangle }
(c) stany {\displaystyle |1/2,-1/2\rangle |1/2,+1/2\rangle } sprzęgają się w superpozycję stanów {\displaystyle |1,0\rangle ,|0,0\rangle ,} tj.
{\displaystyle |1/2,-1/2\rangle |1/2,+1/2\rangle ={\frac {1}{\sqrt {2}}}\,|1,0\rangle -{\frac {1}{\sqrt {2}}}\,|0,0\rangle }
(d) stany {\displaystyle |1/2,-1/2\rangle |1/2,-1/2\rangle } sprzęgają się w stan {\displaystyle |1,-1\rangle ,} tj.
{\displaystyle |1/2,-1/2\rangle |1/2,-1/2\rangle ={\frac {1}{\sqrt {2}}}\,|1,-1\rangle }

## Przykład: Rozkład danego stanu sprzężonego
Na podstawie powyższych tabel można znaleźć rozkład danego stanu sprzężonego {\displaystyle |j,m\rangle } w bazie {\displaystyle |j_{1},m_{1}\rangle |j_{2},m_{2}\rangle } stanów niesprzężonych: tym razem znajdujemy tabelę z odpowiednimi wartościami {\displaystyle j,m,} a następnie odczytujemy współczynniki C-G w kolumnie, odpowiadającej tym wartościom.
Np. niech {\displaystyle j=1,j_{1}=j_{2}=1/2;} wtedy liczby {\displaystyle m_{j},m_{j_{1}},m_{j_{2}}} mogą mieć wartości:
{\displaystyle m_{j}=+1,0,-1,}
{\displaystyle m_{j_{1}}=+1/2,-1/2,}
{\displaystyle m_{j_{2}}=+1/2,-1/2.}
Na podstawie tabel odczytujemy:
(a) stan {\displaystyle |1,+1\rangle } rozkłada się w pojedynczy sposób
{\displaystyle |1,+1\rangle =|1/2,+1/2\rangle |1/2,+1/2\rangle }
(b) stan {\displaystyle |1,0\rangle } rozkłada się na superpozycję stanów
{\displaystyle |1,0\rangle ={\frac {1}{\sqrt {2}}}\,|1/2,+1/2\rangle |1/2,-1/2\rangle +{\frac {1}{\sqrt {2}}}\,|1/2,-1/2\rangle |1/2,+1/2\rangle }
(c) stan {\displaystyle |1,-1\rangle } rozkłada się w pojedynczy sposób
{\displaystyle |1,+1\rangle =|1/2,+1/2\rangle |1/2,+1/2\rangle }
(d) stan {\displaystyle |0,0\rangle } rozkłada się na superpozycję stanów
{\displaystyle |0,0\rangle ={\frac {1}{\sqrt {2}}}\,|1/2,+1/2\rangle |1/2,-1/2\rangle -{\frac {1}{\sqrt {2}}}\,|1/2,-1/2\rangle |1/2,+1/2\rangle }